# Reiner Goldberg
Reiner Goldberg (Dresda, 17 ottobre 1939 – Berlino, 7 ottobre 2023) è stato un tenore tedesco.

## Biografia
Studiò al conservatorio di Dresda.
Nel 1973 debuttò all'Opera di Lipsia. Nel 1981 entrò nella compagnia stabile del Staatsoper Unter den Linden della capitale. Conoscitore del repertorio wagneriano, condusse la sua carriera nei principali teatri mondiali.
Visse perlopiù a Berlino.

## Registrazioni selezionate
- Beethoven, Fidelio - Haitink/Goldberg/Norman/Moll, 1989 Decca
- Mozart, Flauto magico - Davis/Schreier/Price/Serra, 1984 Philips
- Strauss R: Guntram - Eve Queler/Hungarian State Orchestra & Army Chorus, 1985 Sony
- Strauss: Daphne - Bernard Haitink/Lucia Popp/Kurt Moll, 1983 EMI Warner
- Wagner: Parsifal - Aage Haugland/Armin Jordan/Britt-Marie Aruhn/Christer Bladin/Eva Saurova/Gertrud Oertel/Gilles Cachemaille/Hanna Schaer/Hans Tschammer/Jocelyne Chamonin/Michael Roider/Monte-Carlo Philharmonic Orchestra/Paul Frey/Prague Philharmonic Choir/Reiner Goldberg/Robert Lloyd/Tamara Herz/Wolfgang Schöne/Yvonne Minton, 1982 Erato
- Zemlinsky: Der Kreidekreis - Renate Behle/Stefan Soltesz/Reiner Goldberg/Celina Lindsley/Gabriele Schreckenbach/Gertrud Ottenthal/Peter Matic/Uwe Peter/Roland Hermann/Gidon Saks/Hans Helm/Warren Mok/Siegfried Lorenz/Kaja Borris/Bengt-Ola Morgny/Rundfunk-Sinfonieorchester Berlin, 2010 Capriccio

## DVD selezionati
- Berg: Wozzeck (Liceu, 2006) - Opus Arte
- Wagner, Crepuscolo degli dei - Levine/MET/Jerusalem/Behrens, Deutsche Grammophon - Grammy Award for Best Opera Recording 1992
- Parsifal (film 1982)